# Lothar Höricke
Lothar Höricke (* 28. Februar 1937 in Züllichau) ist ein deutscher Schriftsteller und Dramaturg.

## Leben
Der Sohn eines Rohrlegers wuchs nach der Vertreibung aus Neumark in Ost-Berlin auf. Nach der Lehre zum Druckereifacharbeiter studierte er von 1956 bis 1960 an der Deutschen Hochschule für Filmkunst in Potsdam-Babelsberg Dramaturgie. Anschließend arbeitete er als Dramaturg beim Deutschen Fernsehfunk. Von 1967 bis 1968 arbeitete er als Hochseefischer, danach wieder als Dramaturg. 
Lothar Höricke lebt in Berlin.

## Werke

### Bücher
- Fischzüge. Die Unternehmungen des Kapitäns Klaus Nipmerow zu Wasser und zu Lande. Neues Leben, Berlin 1972.
- Merkwürdige Umstände eines Autodiebstahls. Tokio 1976.
- Rando. Neues Leben, Berlin 1977.
- Entführt von den Tiaias. Neues Leben, Berlin 1980.
- Das Lofotenbaby. Neues Leben, Berlin 1986.

### Verfilmungen
- Der Bastard. 1983. (:=Rando.)
- Fischzüge. 1984.

### Filmdrehbücher
- Es geht nicht ohne Liebe. 1963 (mit Jan Koplowitz).
- Wir schützen was wir schaffen. 1968 (mit Günter Weschke)